# وي شين
وي شين (بالصينية: 魏新) (18 أبريل 1977 في الصين - ) هو مدرب كرة قدم ولاعب كرة قدم صيني في مركز الدفاع. شارك مع منتخب الصين لكرة القدم. أما مع النوادي، فقد لعب مع نادي تشونغتشينغ ليانغجيانغ.

## وصلات خارجية
- وي شين على موقع الاتحاد الدولي (مؤرشف)  (الإنجليزية)
- وي شين على موقع قاعدة بيانات كرة القدم.إي يو (الإنجليزية)
- وي شين على موقع ناشيونال فوتبول تيمز (الإنجليزية)
- وي شين على موقع Soccerway.com (الإنجليزية)